# Wereldkampioenschappen baanwielrennen 1914
De wereldkampioenschappen baanwielrennen 1914 werden op 2 augustus 1914 gehouden in het Deense Kopenhagen. Er stond één onderdeel op het programma. Aanvankelijk zouden meerdere onderdelen verreden worden, maar toen op 28 juli de Eerste Wereldoorlog uitbrak zeiden de meeste deelnemers af.

## Uitslagen

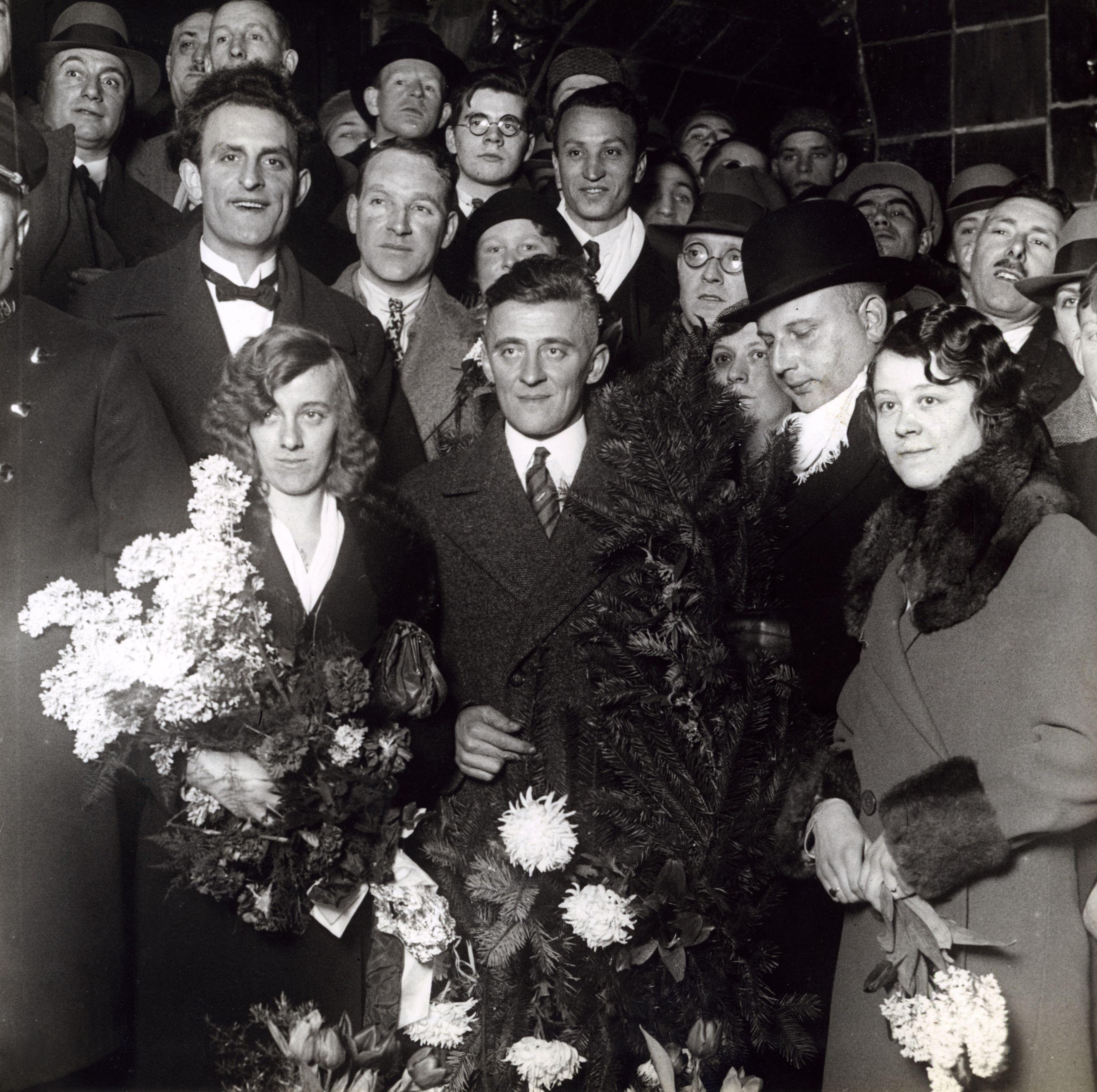
Cor Blekemolen

### Amateurs
| Onderdeel | Goud           | Goud      | Zilver             | Zilver | Brons          | Brons             |
| --------- | -------------- | --------- | ------------------ | ------ | -------------- | ----------------- |
| Stayeren  | Cor Blekemolen | Nederland | Jacques Van Ginkel | België | Walter Stelzer | Duitse Keizerrijk |

### Medaillespiegel
| Plaats | Land              | Goud | Zilver | Brons | Totaal |
| 1      | Nederland         | 1    | 0      | 0     | 1      |
| 2      | België            | 0    | 1      | 0     | 1      |
| 3      | Duitse Keizerrijk | 0    | 0      | 1     | 1      |
| Totaal | Totaal            | 1    | 1      | 1     | 3      |

Edities

1893 ·
1894 ·
1895 ·
1896 ·
1897 ·
1898 ·
1899 ·
1900 ·
1901 ·
1902 ·
1903 ·
1904 ·
1905 ·
1906 ·
1907 ·
1908 ·
1909 ·
1910 ·
1911 ·
1912 ·
1913 ·
1914 ·
1915 · 1916 · 1917 · 1918 · 1919 ·
1920 ·
1921 ·
1922 ·
1923 ·
1924 ·
1925 ·
1926 ·
1927 ·
1928 ·
1929 ·
1930 ·
1931 ·
1932 ·
1933 ·
1934 ·
1935 ·
1936 ·
1937 ·
1938 ·
1939 ·
1940 · 1941 · 1942 · 1943 · 1944 · 1945 ·
1946 ·
1947 ·
1948 ·
1949 ·
1950 ·
1951 ·
1952 ·
1953 ·
1954 ·
1955 ·
1956 ·
1957 ·
1958 ·
1959 ·
1960 ·
1961 ·
1962 ·
1963 ·
1964 ·
1965 ·
1966 ·
1967 ·
1968 ·
1969 ·
1970 ·
1971 ·
1972 ·
1973 ·
1974 ·
1975 ·
1976 ·
1977 ·
1978 ·
1979 ·
1980 ·
1981 ·
1982 ·
1983 ·
1984 ·
1985 ·
1986 ·
1987 ·
1988 ·
1989 ·
1990 ·
1991 ·
1992 ·
1993 ·
1994 ·
1995 ·
1996 ·
1997 ·
1998 ·
1999 ·
2000 ·
2001 ·
2002 ·
2003 ·
2004 ·
2005 ·
2006 ·
2007 ·
2008 ·
2009 ·
2010 ·
2011 ·
2012 · 
2013 · 
2014 · 
2015 · 
2016 · 
2017 · 
2018 · 
2019 · 
2020 · 
2021 · 
2022 · 
2023 ·
2024 ·
2025 ·

Onderdelen

Achtervolging (individueel) · 
afvalkoers · 
keirin · 
koppelkoers · 
omnium · 
ploegenachtervolging · 
puntenkoers · 
scratch · 
sprint · 
teamsprint ·  
tijdrijden

Voormalig:
stayeren ·
tandem